# Облога Львова (1672)
Облога Львова 1672 відбулася 20 вересня — 6 жовтня 1672 року під час Польсько-турецької війни 1672—1676 років.
Після падіння Кам'янця-Подільського частина турецької армії на чолі з Каплан-пашею разом з козаками Петра Дорошенка і татарами рушила в Руське воєводство. Загальна чисельність військ сягала 50 тисяч. 20 вересня 1672 року вони обложили Львів.
Гарнізон Львова, яким командував Еліяш Ян Лонцький, налічував 500 солдатів, до якого приєднались мешканці міста та навколишніх сіл.
22 (12) вересня під стінами міста з'явилися татари, 24 (14) вересня — українці й турки. Каплан-паша вимагав капітуляції.
Козаки та турки негайно почали обстрілювати місто з гармат та робити підкопи, не відмовляючись при тому від штурму. Під час одного з них 27 вересня був захоплений Високий замок, однак наступного дня оборонці відбили його. 27 (17) вересня розпочався гарматний обстріл міста; робилися підкопи під мури. На 30 (20) вересня становище обложених стало критичним. Вони звернулися з проханням до Петра Дорошенка схилити пашу й хана до задоволення викупом.
Унаслідок безперервних артилерійських обстрілів 29 вересня був пробитий пролом у мурах міста. 30 вересня почалися перемовини. За посередництвом Дорошенка 1 жовтня (21 вересня) угода про викуп була укладена і 5 жовтня (25 вересня) облога міста знята. Козацько-турецьке військо відступило від міста, отримавши великий викуп.